# Indische Nacktsohlenrennmaus
Die Indische Nacktsohlenrennmaus (Tatera indica) ist ein Nagetier in der Unterfamilie der Rennmäuse (Gerbillinae) und der einzige Vertreter der monotypischen Gattung Tatera. In verschiedenen älteren Abhandlungen wurden die Nacktsohlen-Rennmäuse (Gerbilliscus) in Tatera eingeordnet.

## Merkmale
Fünf Exemplare, die 2001 während einer Studie gemessen wurden, hatten eine Gesamtlänge von 368 bis 480 mm, eine Schwanzlänge von 181 bis 198 mm, 45 bis 59 mm lange Hinterfüße sowie ein Gewicht von 200 bis 270 g. Die Haare der Oberseite besitzen eine aschgraue Basis, einen gelben Mittelteil sowie schwarze Spitzen. Somit ergibt sich für das Fell der Oberseite eine gesprenkelte gelblich-rehfarbene bis orangebraune Tönung. An den Wangen sowie an den Körperseiten ändert sich die Farbe zu schmutzig weiß, während die Unterseite reinweiß ist. Es kommen helle Augenringe vor. Der Schwanz ist mit kurzen Haaren bedeckt, mit Ausnahme der schwarzen Quaste an der Spitze. Die 28 bis 30 mm langen Ohren sind fast nackt.

## Verbreitung und Habitat
Das Verbreitungsgebiet der Indischen Nacktsohlenrennmaus reicht von der südöstlichen Türkei über Syrien, Irak, Iran, Afghanistan und Pakistan bis nach Indien, Sri Lanka und Süd-Nepal. Diese Rennmaus hält sich im Flachland sowie in Regionen bis 2000 Meter Höhe auf. Sie kann sich an verschiedene aride Habitate anpassen. Die Art wurde unter anderem in Wüsten und Halbwüsten, in Grasländern, in Gebüschflächen, in Laubwäldern, in felsigen Gebieten sowie auf Ackerflächen angetroffen. Sie meidet jedoch Regionen mit intensiver Landwirtschaft.

## Lebensweise
Die Indische Nacktsohlenrennmaus gräbt unterirdische Tunnelsysteme mit zwei Ausgängen, die in ihrer Form einem Y ähneln. Aufgrund hoher Außentemperaturen liegen die tiefsten Bereiche des Baus im Sommer tiefer. Mit Ausnahme von Weibchen mit Jungtieren bewohnt jedes Exemplar einen eigenen Bau. Die Tiere sind nachtaktiv und halten sich meist in der Nähe des Baus auf. Zwischen Individuen benachbarter Baue kann es zu kleineren Rangeleien kommen.
Die Zusammensetzung der Nahrung variiert je nach Verbreitung und Jahreszeit. Körner und Samen werden vor allem in feuchten Monaten aufgenommen. Frisches Saatgut spielt dagegen nur eine untergeordnete Rolle. In den Trockenperioden besteht die Nahrung vorwiegend aus Rhizomen von Gräsern. Über das ganze Jahr stellen Insekten und andere Wirbellose eine Ergänzung dar. Gelegentlich jagt diese Rennmaus andere kleine Säugetiere. Weiterhin kommt in verschiedenen Fällen Kannibalismus an den eigenen Jungtieren vor.
Das Fortpflanzungsverhalten wurde hauptsächlich anhand von Labortieren ermittelt. Bei diesen waren Weibchen zu verschiedenen Jahreszeiten paarungsbereit. Nach einer Trächtigkeit von 21 bis 30 Tagen erfolgte die Geburt von bis zu 10 Jungtieren, meist 5 oder 6. Diese wiegen etwa 3 g und sind blind und hilflos. Sie öffnen die Augen nach zwei Wochen und erhalten etwa 24 Tage Muttermilch. Die Geschlechtsreife tritt bei Weibchen durchschnittlich nach 77 Tagen ein, während Männchen etwa nach 91 Tagen geschlechtsreif werden. Einzelne Exemplare erreichten in Gefangenschaft ein Alter von 7 Jahren.

## Indische Nacktsohlenrennmäuse und Menschen
Die Tiere gelten einerseits als Pflanzenschädlinge wenn sie Getreide, Mais oder andere Nutzpflanzen fressen. Andererseits stellen sie eine beachtliche landwirtschaftliche Hilfe dar, da Unkräuter, Erdraupen und Insektenlarven zu ihrer Nahrung zählen.
Im Süden Indiens wird die Art als Fleischlieferant gejagt.
Für den Gesamtbestand liegt keine nennenswerte Bedrohung vor. Die IUCN listet die Indische Nacktsohlenrennmaus als nicht gefährdet (Least Concern).